# アフマダーバード-ムンバイ・セントラル・ヴァンデ・バーラト急行
アフマダーバード-ムンバイ・セントラル・ヴァンデ・バーラト急行（英語: Ahmedabad–Mumbai Central Vande Bharat Express）は、インド鉄道が運営する長距離電車列車であるヴァンデ・バーラト急行の1つ。アフマダーバードとムンバイを結ぶ列車で、2024年から営業運転を開始した。

## 概要
2024年3月12日に新たに設定されたヴァンデ・バーラト急行の1つで、45番目となる系統として翌3月13日から営業運転を開始した。アフマバーバードのアフマダーバード・ジャンクション駅とムンバイのムンバイ中央駅の間で運行される。所要時間はムンバイ中央駅方面（22962列車）が6時間25分、アフマダーバード・ジャンクション駅方面（22961列車）は6時間30分で、日曜日を除いた週6日に1往復が運行される。走行区間の一部は高速化に向けた線形改良が行われており、ヴァンデ・バーラト急行の中で最速となる最高速度160 km/hでの運行が実施される。使用される電車の編成は16両編成である。